# Stratoscope

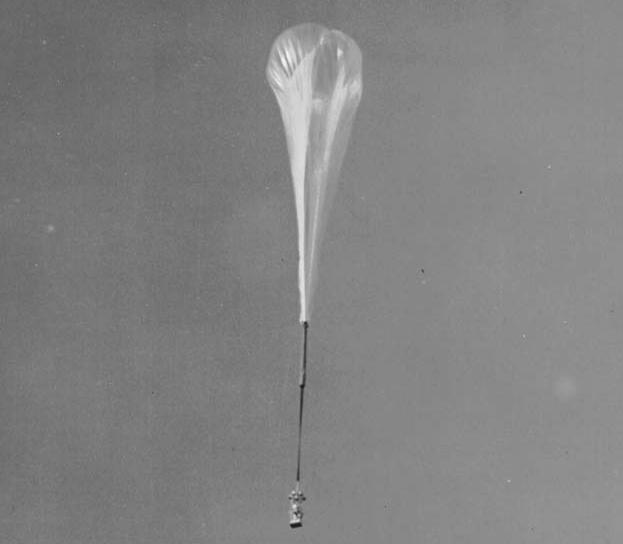
Stratoscope I

Stratoscope ist die Bezeichnung zweier ballongetragener Spiegelteleskope, mit deren Hilfe zwischen 1957 und 1971 vor allem Untersuchungen im sichtbaren Licht und Infrarotbereich an der Sonne, Galaxien und Roten Riesen durchgeführt wurden. Initiator der US-amerikanischen Stratoscope-Projekte war Martin Schwarzschild. Stratoscope I besaß einen Spiegeldurchmesser von 30,48 Zentimeter. Das Nachfolgegerät Stratoscope II besaß einen Spiegeldurchmesser von 91,4 Zentimeter und ein Gewicht von 3,5 Tonnen, der Spiegel bestand aus Quarzglas. Beide wurden ferngesteuert betrieben. Als Bilddetektoren dienten anfangs fotografische Filme, später Fernsehkameras.